# Hiroaki Hiraoka
Hiroaki Hiraoka (japonès: 平岡拓晃)  (Hiroshima, 6 de febrer de 1985) és un judoka japonès, ja retirat, guanyador d'una medalla olímpica.
El 2008 va prendre part en els Jocs Olímpics d'Estiu de Pequín, on quedà eliminat la primera ronda de la competició del pes extra lleuger del programa de judo. Quatre anys més tard, als Jocs de Londres, guanyà la medalla de plata en la mateixa competició. Va perdre la final contra el rus Arsen Galstyan.
En el seu palmarès també destaquen tres medalles en el Campionat del Món de judo, dues de plata i una de bronze, entre el 2009 i el 2011, una medalla de plata en els Jocs Asiàtics de 2010 i una medalla d'or en el Campionat d'Àsia de judo de 2008.